# Saint-André-sur-Orne
Saint-André-sur-Orne – miejscowość i gmina we Francji, w regionie Normandia, w departamencie Calvados.
Według danych na rok 1990 gminę zamieszkiwało 1310 osób, a gęstość zaludnienia wynosiła 356 osób/km² (wśród 1815 gmin Dolnej Normandii Saint-André-sur-Orne plasuje się na 174. miejscu pod względem liczby ludności, natomiast pod względem powierzchni na miejscu 994.).